# Borský Mikuláš
Borský Mikuláš (bis 1960 slowakisch „Borský Svätý Mikuláš“ – bis 1927 „Burský Svätý Mikuláš“; deutsch Bursanktnikolaus, ungarisch Búrszentmiklós) ist eine Gemeinde in der Westslowakei.

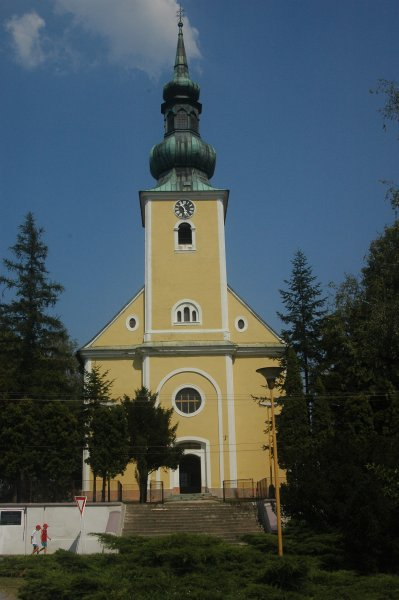
Kirche im Ort

## Allgemeines
Die Gemeinde liegt im Záhorská nížina in der traditionellen Region Záhorie. Nördlich der Gemeinde befindet sich der Fluss Myjava. Das Naturschutzgebiet Záhorie umschließt die Gemeinde auf drei Seiten. Die nächstgelegenen Städte sind Šaštín-Stráže (5 km) und Senica (19 km).
Verkehrstechnisch liegt sie an der Straße II/590, die die Gemeinde mit der Stadt Malacky verbindet; nördlich der Myjavabrücke befindet sich die Straße II/500, eine Verbindung zwischen Kúty und Senica (und weiter zur tschechischen Grenze). Die Gemeinde hat auch eigenen Bahnanschluss durch eine Haltestelle an der Bahnstrecke Trnava – Kúty.
Der Ort wurde urkundlich im Jahr 1394 erwähnt.
Zur Gemeinde gehört neben dem Hauptort auch der Ort Borský Peter (1975 eingemeindet; deutsch Bursanktpeter).
Der slowakische Dichter Ján Hollý wurde hier 1785 geboren.

## Bevölkerung
| Jahr                | 1994 | 2004    | 2014    | 2024    |
| ------------------- | ---- | ------- | ------- | ------- |
| Anzahl der Personen | 3826 | 3879    | 3937    | 4002    |
| Unterschied         |      | +1,38 % | +1,49 % | +1,65 % |

| Jahr                | 2023 | 2024    |
| ------------------- | ---- | ------- |
| Anzahl der Personen | 4020 | 4002    |
| Unterschied         |      | −0,44 % |